# Judenbrünnchen
Das Judenbrünnchen ist ein Brunnen in Darmstadt-Eberstadt.

## Geschichte und Beschreibung
Das Judenbrünnchen ist eine kleine Brunnenanlage, die vermutlich um das Jahr 1840 erbaut wurde.
Eine Natursteintreppe führt in einen mit Natursteinen abgemauerten Brunnenschacht.
Aus den Mauern des Brunnenschachts rinnt ein Fließbrünnchen, das vom Atzelrech gespeist wird.

## Etymologie
Das Judenbrünnchen verdankt seinen Namen der Tatsache, dass es den gläubigen Juden am Sabbat nicht gestattet war, mehr als 2.000 Ellen (ca. 1 Kilometer) zu Fuß zu gehen.
Die Brunnenanlage befindet sich genau an dieser „Techum“-Sabbatgrenze.

## Impressionen vom Judenbrünnchen in Darmstadt-Eberstadt

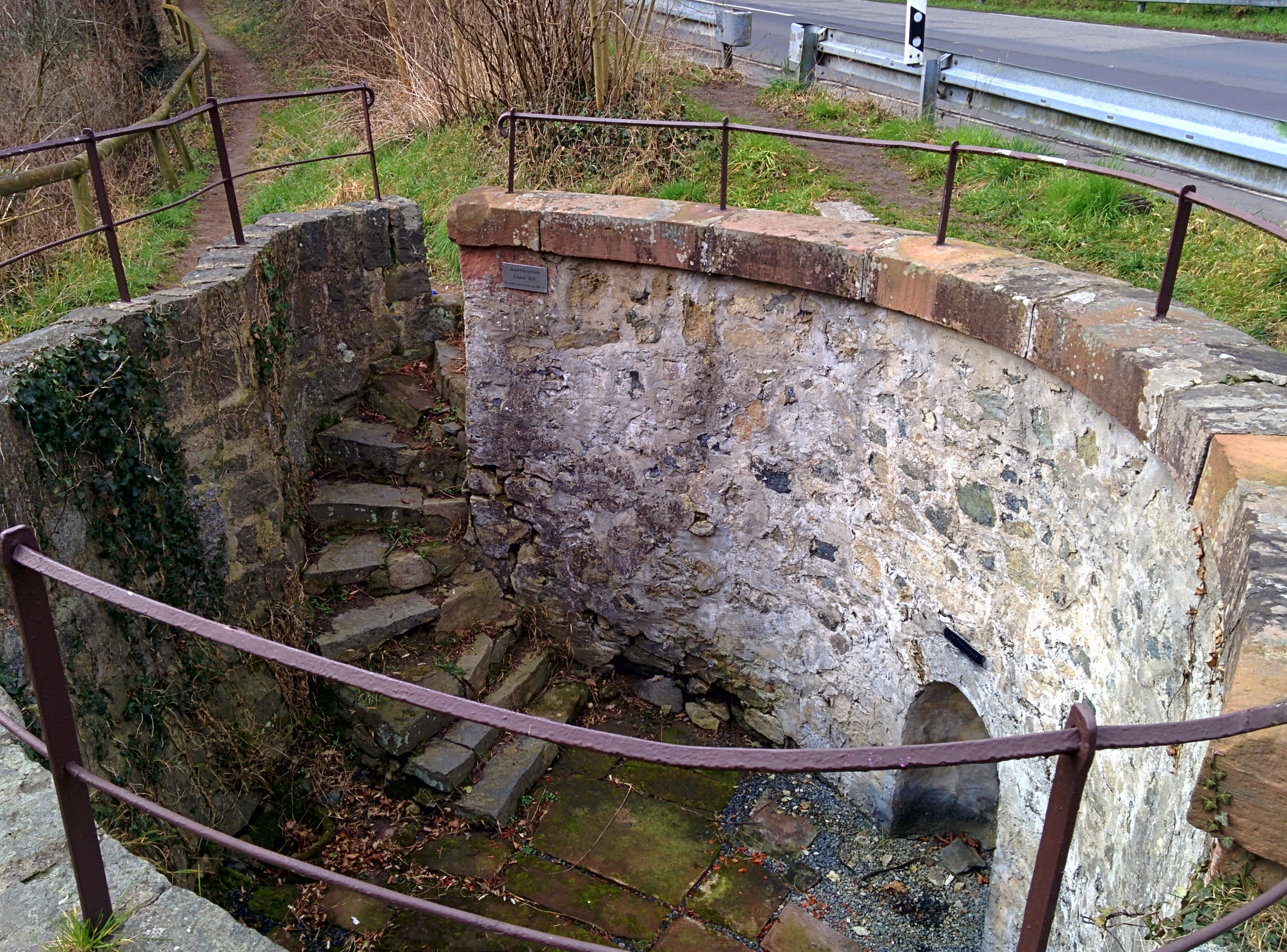
Judenbrunnen in Darmstadt-Eberstadt (2014)
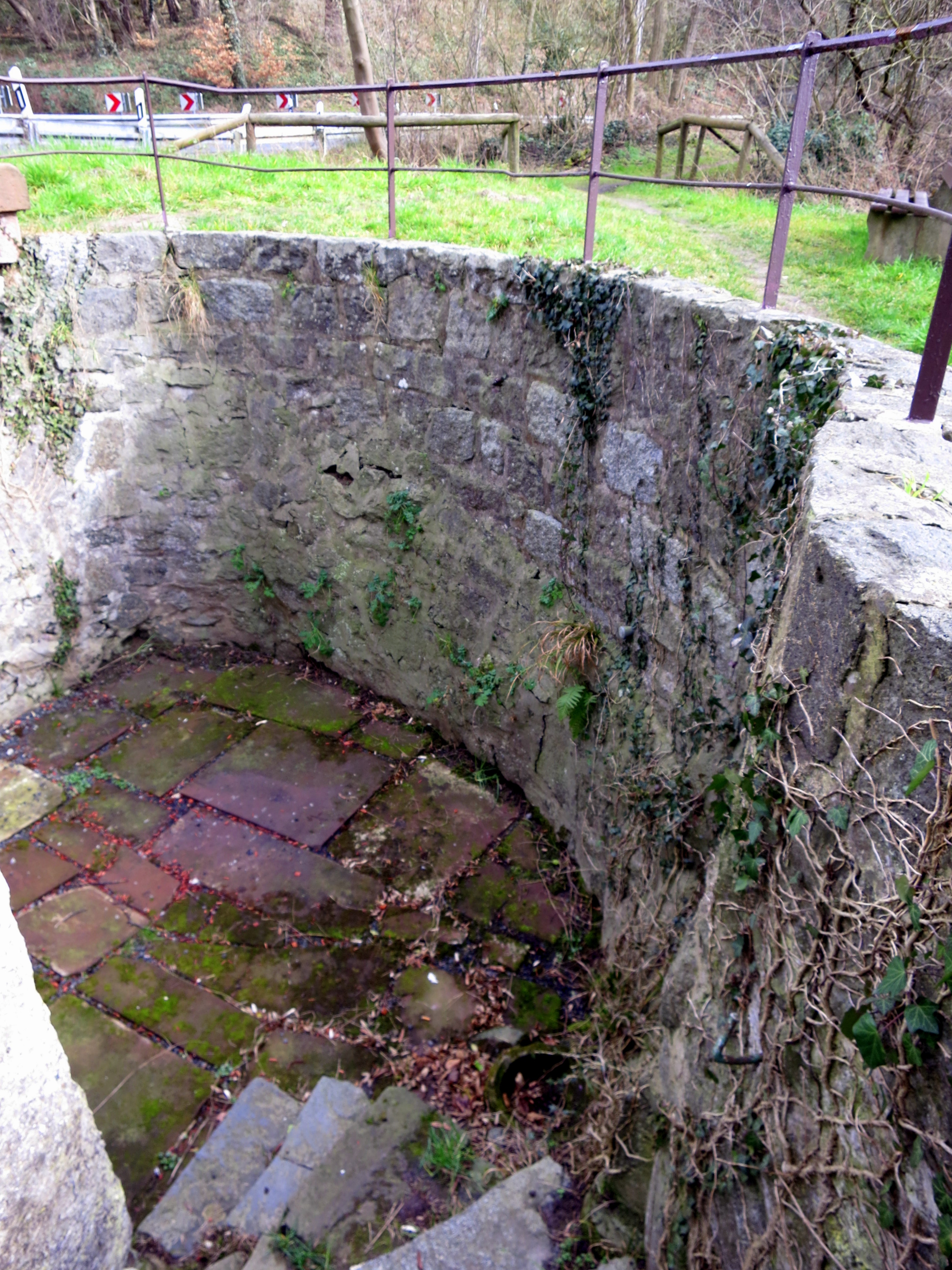
Judenbrunnen in Darmstadt-Eberstadt (2014)
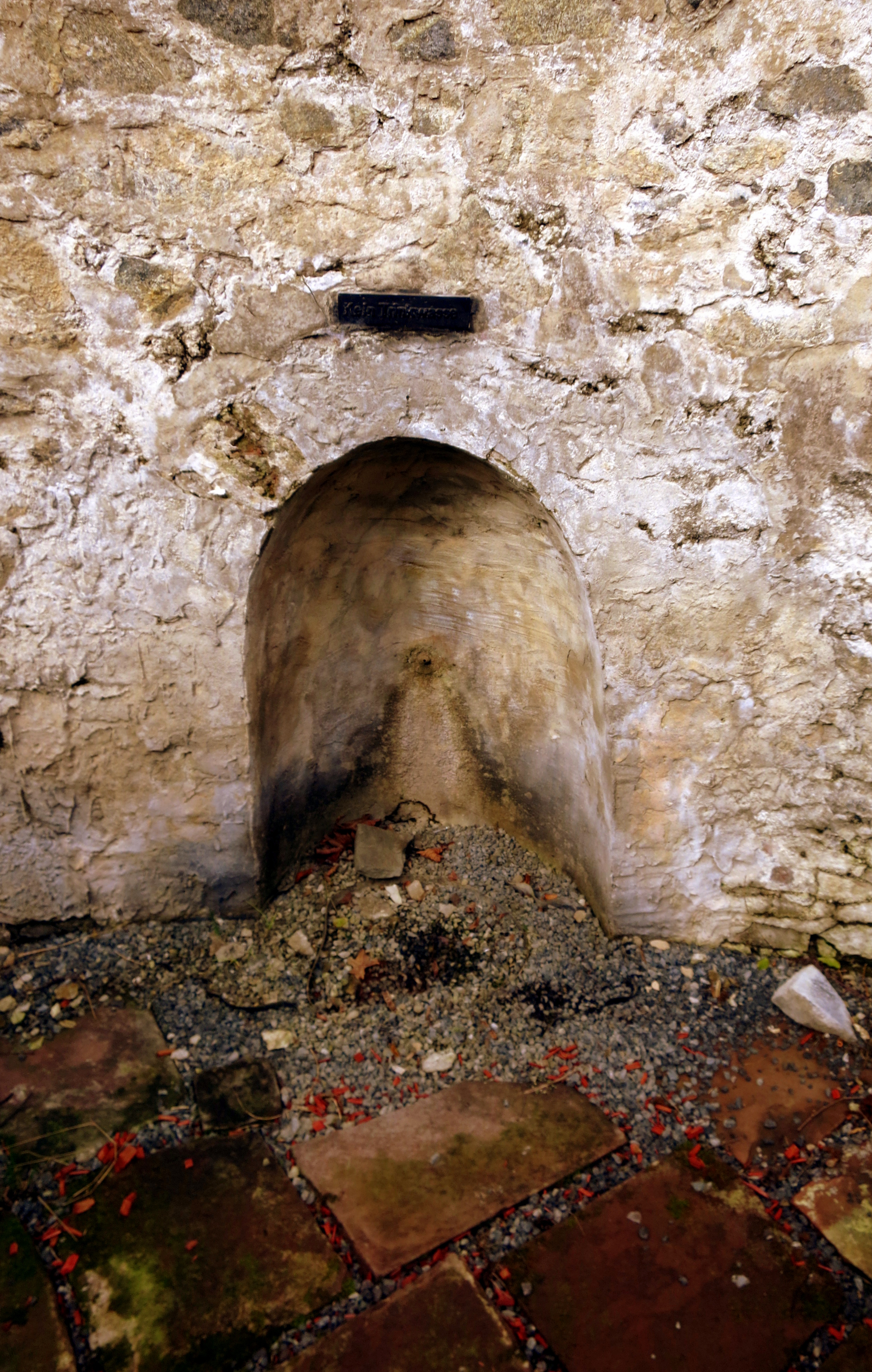
Judenbrunnen in Darmstadt-Eberstadt (2014)
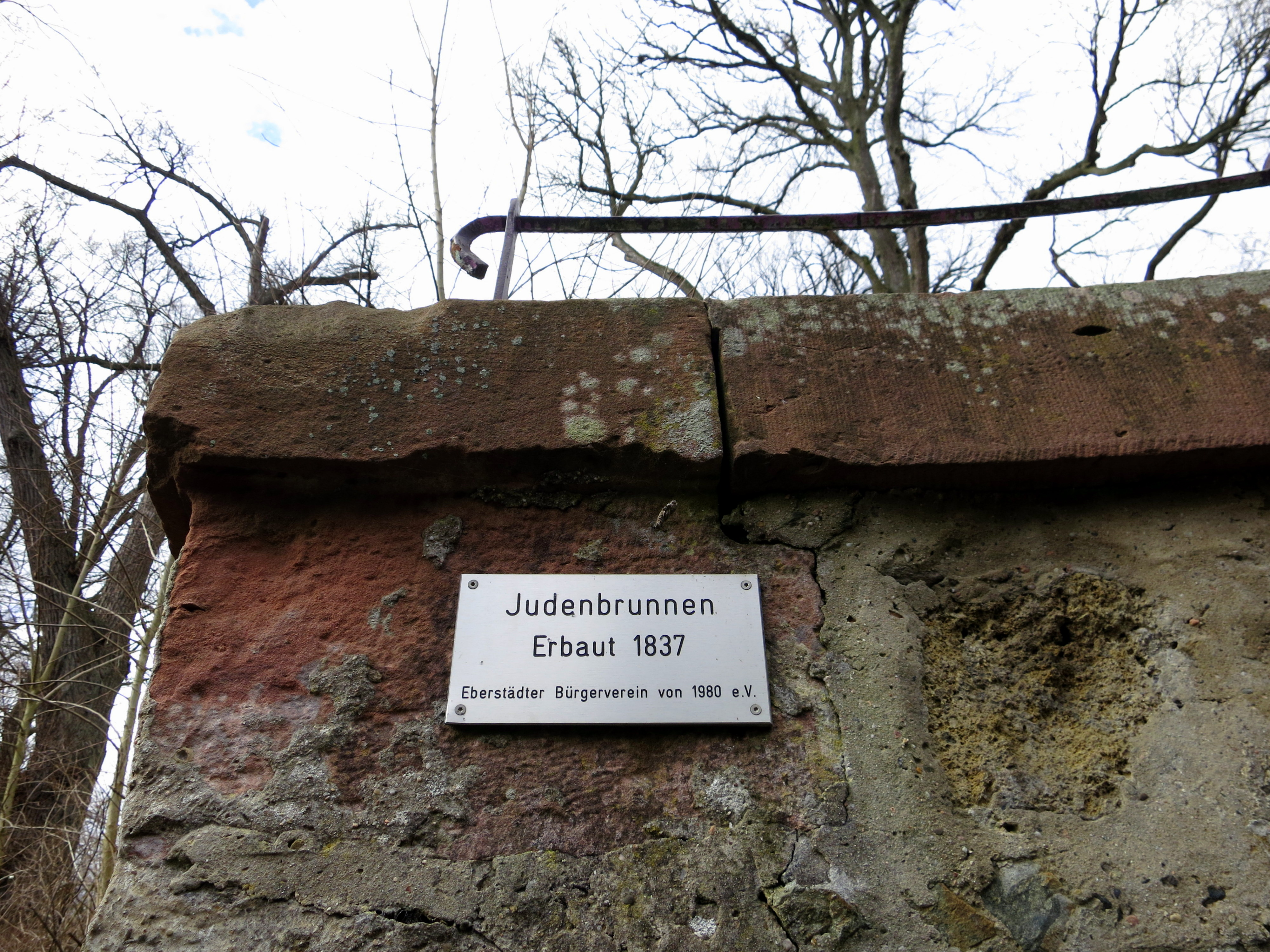
Judenbrunnen in Darmstadt-Eberstadt (2014)
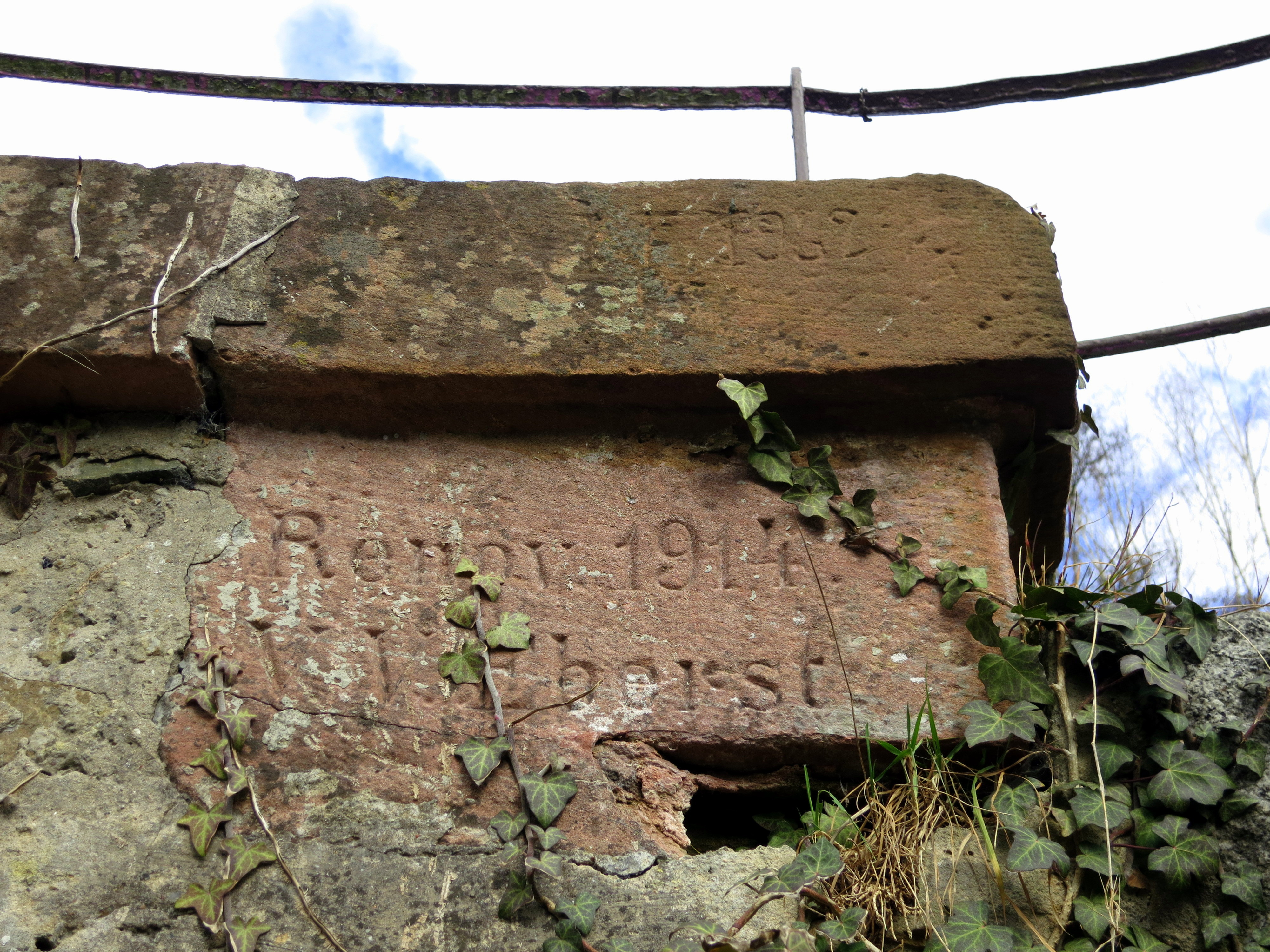
Judenbrunnen in Darmstadt-Eberstadt (2014)